# Bundesverband der Lehrerinnen und Lehrer an Wirtschaftsschulen
Der Bundesverband der Lehrerinnen und Lehrer an Wirtschaftsschulen (VLW) war bis 2018 eine Fachgewerkschaft für die Berufsschule bzw. berufsbildende Schule. Der VLW war eine Gewerkschaft im dbb deutschen beamtenbund. Zudem war er Mitgliedsverband im Deutschen Lehrerverband (DL) und arbeitete mit dem SIEC, dem Internationalen Verband für das kaufmännische Schulwesen, zusammen.
Der aufnehmende Nachfolgeverband ist der Bundesverband der Lehrkräfte für Berufsbildung (BvLB), der 2018 aus der Fusion mit dem Bundesverband der Lehrerinnen und Lehrer an beruflichen Schulen (BLBS) entstand.
Als berufsständische Gewerkschaft setzte sich der VLW vor allem für angemessene Arbeitsbedingungen der Lehrer an den kaufmännischen Schulen und deren leistungsgerechte Besoldung und Aufstiegsperspektiven ein.
Er setzte sich mit dem Deutschen Industrie- und Handelskammertag und den Handwerkskammern für den Erhalt und die Fortentwicklung der Dualen Berufsausbildung in Deutschland ein.

## Organisation
Der Verband ging aus dem „Verband Deutscher Diplomhandelslehrer e. V.“ hervor. 2008 wurde das 100-jährige Bestehen des Verbandes und seiner regionalen Vorgängereinrichtungen gefeiert.
Direkt vertreten wurden die etwa 18.000 Mitglieder des VLW durch die 16 Landesverbände, die nicht immer unter dem Namen VLW firmierten, was seine Ursache unter anderem in Zusammenschlüssen verschiedener Landesverbände wie z. B. der zuständigen Verbände aus dem gewerblichen und dem kaufmännischen Bereich hat.
Ab April 2018 schlossen sich nach längeren Verhandlungen auf Bundesebene die berufsschulischen Lehrerverbände Verbände VLW und BLBS zum neuen Bundesverband der Lehrkräfte für Berufsbildung (BvLB) zusammen. Der VLW auf Bundesebene beendet damit seine Existenz – einige wenige Landesverbände, so z. B. in Nordrhein-Westfalen, bleiben weiterhin eigenständig bestehen.

## Arbeitsfelder
Im Rahmen der Berufspolitik gab der Verein zahlreiche Stellungnahmen zur beruflichen Bildung in Deutschland ab. Er vertrat die spezifischen Interessen der Lehrer an kaufmännische Schulen. Er war für eine Gleichberechtigung von Berufsschule und Betrieb und für eine Fortentwicklung der kaufmännischen Vollzeitschulen.
Der Verband gab mit Wirtschaft und Erziehung eine wissenschaftliche Zeitschrift heraus.
Zusammen mit Sponsoren aus Handel und Politik wurde 2002 die Stiftung Wirtschaft und Erziehung, Karlsruhe, gegründet, die Preise zur Förderung der Wirtschaftspädagogik, der Wirtschaftsschulen und der Kaufmännischen Berufsbildung vergibt: den Wirtschaftspädagogikpreis und den Berufsschulpreis.

## Landesverbände
| Bundesland             | Landesverband | Sitz        |
| Baden-Württemberg      | Verband der Lehrerinnen und Lehrer an beruflichen Schulen in Baden-Württemberg e. V. (Berufsschullehrerverband) (BLV)                                                    | Stuttgart   |
| Bayern                 | Verband der Lehrer an beruflichen Schulen in Bayern (VLB) | München     |
| Berlin                 | Bundesverband der Lehrerinnen und Lehrer an berufsbildenden Schulen, Landesverband Berlin, e. V.                                                                         | Berlin      |
| Brandenburg            | Brandenburgischer Lehrerverband beruflicher Schulen e. V. | Hennigsdorf |
| Bremen                 | Verband der Lehrerinnen und Lehrer an beruflichen Schulen im Land Bremen e. V. (VLB)                                                                                     | Bremen      |
| Hamburg                | Verband der Lehrerinnen und Lehrer an Berufsbildenden Schulen, Landesverband Hamburg, Deutscher Lehrerverband Hamburg                                                    | Hamburg     |
| Hessen                 | Gesamtverband der Lehrerinnen und Lehrer an beruflichen Schulen in Hessen (glb)                                                                                          | Hanau       |
| Mecklenburg-Vorpommern | Verband der Lehrerinnen und Lehrer an Wirtschaftsschulen Mecklenburg-Vorpommern (vlw)                                                                                    | Rostock     |
| Niedersachsen          | Verband der Lehrerinnen und Lehrer an Wirtschaftsschulen Niedersachsen (vlw)                                                                                             | Hannover    |
| Nordrhein-Westfalen    | Verband der Lehrerinnen und Lehrer an Wirtschaftsschulen Nordrhein-Westfalen (vlw)                                                                                       | Düsseldorf  |
| Rheinland-Pfalz        | Verband der Lehrer an Berufsbildenden Schulen Rheinland-Pfalz | Mainz       |
| Saarland               | Verband der Lehrerinnen und Lehrer an Wirtschaftsschulen im Saarland (vlw)                                                                                               | Heusweiler  |
| Sachsen                | Lehrerverband Berufliche Schulen Sachsen | Dresden     |
| Sachsen-Anhalt         | Verband der Lehrerinnen und Lehrer an Berufsbildenden Schulen, Landesverband Sachsen-Anhalt                                                                              | Magdeburg   |
| Schleswig-Holstein     | Verband der Lehrerinnen und Lehrer an Berufsbildenden Schulen, Landesverband Schleswig-Holstein                                                                          | Kiel        |
| Thüringen              | Thüringer Verband der Berufsschulpädagogen (TVB) Verband der Lehrerinnen und Lehrer an berufsbildenden Schulen in Thüringen - Berufsschullehrerverband (BLV) Thüringen - | Erfurt      |